# Hilding Ranft

Skådespelet Gustaf Adolf på Djurgårdscirkus i Stockholm 1912. från vänster herr Larsson, herr Gösta Cederlund som Åke Tott, Uno Brander som Gustaf Horn, John Brunius som Johan Banér, Hilding Ranft som Lennart Torstensson och herr Gösta Ekman den äldre som Fältväbeln

Hilding Ranft, född 1886, död 25 december 1913, var en svensk skådespelare. Han son till skådespelaren Gustaf Ranft och brorson till teaterledaren Albert Ranft.
Efter ett år som elev vid Kungliga Dramatiska teatern samt privata studier engagerades Ranft vid Vasateatern, varefter han övergick till Svenska teatern. Han gjorde flera uppmärksammade rolltolkningar. Ranft är bland annat känd från Dramatens uppsättning av Mäster Olof 1908 och under samma år medverkade han i Borgaren som adelsman, Antigone, Samvetets mask, John Glaydes ära och De löjliga preciöserna. År 1909 spelade han i Arsène Lupin i regi av Knut Nyblom. År 1912 medverkade han i skådespelet Gustaf Adolf på Djurgårdscirkus i Stockholm.
Ranft avled 27 år gammal på juldagen 1913 i hjärtstillestånd.  Veckotidningen Idun skrev i sin krönika:
| ” | Den unge skådespelaren Hilding Ranft vid Svenska teatern, son till Gustaf Ranft och brorson till direktör Albert Ranft, afled plötsligt af hjärtslag juldagen. Han var en af de verkligt löftesgifvande förmågorna inom vår sceniska artistkår. | „ |